# Poppaea Sabina die Ältere
Poppaea Sabina († 47 n. Chr.) war eine römische Aristokratin des 1. Jahrhunderts n. Chr. und Mutter der gleichnamigen Frau des Kaisers Nero.
Sie war Tochter des Gaius Poppaeus Sabinus, der im Jahr 9 n. Chr. ordentlicher Konsul war, und galt als schönste Frau ihrer Zeit.
Poppaea war zunächst mit Titus Ollius verheiratet, einem Freund und Schicksalsgenossen des Lucius Aelius Seianus. Die Tochter aus dieser Ehe, die spätere Frau Neros, nahm den angeseheneren Namen der mütterlichen Familie an. In zweiter Ehe heiratete sie Publius Cornelius Lentulus Scipio.
Poppaea war in mehrere Skandale verwickelt. Nach einer Affäre mit dem Schauspieler Mnester wurde sie im Jahr 47 unter Androhung von Kerkerhaft von Soldaten zum Selbstmord gezwungen, weil sie dadurch Rivalin der Messalina, der Frau des Kaisers Claudius, geworden war. Rasend vor Eifersucht strengte Messalina obendrein einen Prozess gegen Decimus Valerius Asiaticus an, der ebenfalls zum Kreis von Poppaeas Liebhabern gehörte und Eigentümer luxuriöser Gartenanlagen auf dem Pincio-Hügel in Rom war, auf die Messalina, von ihrer Habgier getrieben, ein Auge geworfen hatte. Offizieller Grund der Anklage war jedoch die angebliche Aufwiegelung von Soldaten, Ehebruch und die „Preisgebung des eigenen Körpers“ (öffentliche Unzucht/Homosexualität). Die Anklage vertrat der berühmte Publius Suillius Rufus, der beim Kaisergericht in einer Art Geheimverfahren (die Befragung fand nicht vor dem Senat, sondern in einem Zimmer des Palasts statt) auch die Verurteilung des eigentlich redegewandten und souveränen Asiaticus erreichte, woraufhin sich dieser die Adern geöffnet haben soll. Die Helfershelfer der Messalina wurden dagegen vom Senat mit hohen Geldbeträgen belohnt. Tacitus legt in seinen Annalen nahe, dass Kaiser Claudius die wahren Hintergründe des Gerichtsverfahrens nicht kannte und als Richter überfordert war. So soll er bei einem Gastmahl den Ehemann der Poppaea Sabina arglos gefragt haben, warum dieser ohne seine Frau gekommen sei. Aus Angst vor Messalinas Rache antwortete Publius Cornelius Lentulus Scipio demnach nur, sie sei „gestorben“.